# دفاع ملی لهستان

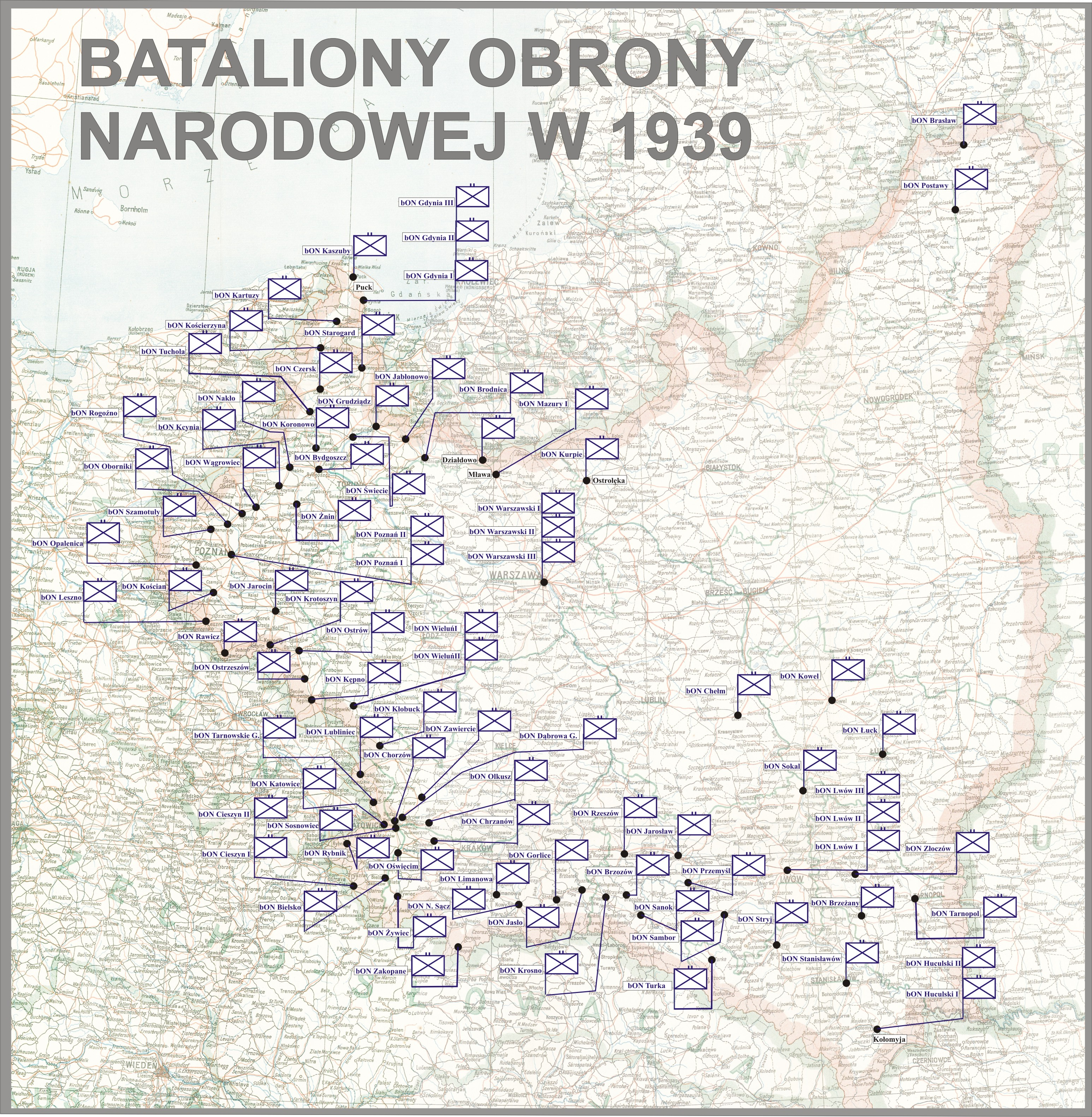
نقشه گردان های دفاع ملی ، ۱۹۳۹

دفاع ملی لهستان (لهستانی: Obrona Narodowa) یک سازمان نظامی داوطلبانه در دوران جمهوری دوم لهستان بود که نیروهای آن تابع سپاه‌های مختلف ارتش لهستان بودند.
سازمان دفاع ملی در سال ۱۹۳۶ به فرمان وزارت دفاع ملی لهستان تشکیل شد. نیروهای این سازمان داوطلبانی بودند که با سلاح‌های درجه دو تجهیز می‌شدند و وظیفه‌شان حمایت از نیروهای رسمی ارتش لهستان در هنگام عملیات بود.
در سال ۱۹۳۹ و هنگام تهاجم آلمان به لهستان، سازمان دفاع ملی لهستان توانست ۸۳ گردان شامل ۱۶۰۰ افسر و ۵۰٬۰۰۰ سرباز را به میدان‌های نبرد بیاورد.